# Magnus Høj Madsen
Magnus Vandel Høj Madsen (* 9. Juli 2003) ist ein dänischer Basketballspieler.

## Werdegang
Høj Madsen spielte 2020 für Horsens IC in der höchsten dänischen Spielklasse, Basketligaen. Im Dezember 2021 gewann er mit einer dänischen Auswahl das auf Gran Canaria ausgetragene internationale U19-Turnier Global Jam.
Im Sommer 2022 wechselte der Flügelspieler zu den Bakken Bears nach Aarhus, erhielt bis 2024 Einsatzzeit in der ersten Mannschaft und in der Nachwuchsfördermannschaft. Høj Madsen gewann mit Bakken 2023 und 2024 die dänische Meisterschaft, 2023 zusätzlich den dänischen Pokalwettbewerb und 2024 die European North Basketball League (ENBL). Er wurde in der dänischen Liga als bester Nachwuchsspieler der Saison 2023/24 ausgezeichnet.
2024 zog es Høj Madsen ins Ausland, er unterschrieb während der Sommerpause einen Vertrag beim österreichischen Erstligisten SKN St. Pölten.

### Nationalmannschaft
2016 nahm er mit der dänischen U16-Nationalmannschaft an der B-Europameisterschaft teil.